# (34340) 2000 QN224
2000 QN224 (asteroide 34340) é um asteroide da cintura principal. Possui uma excentricidade de 0.08387880 e uma inclinação de 4.23209º.
Este asteroide foi descoberto no dia 26 de agosto de 2000 por Spacewatch em Kitt Peak.